# 蛟橋戰鬥
蛟橋戰鬥發生於1926年10月8日－13日，地點則是在中國贛江西岸一帶，是國民革命軍北伐戰爭的戰鬥之一。蛟橋戰鬥的交戰雙方，一方為國民革命軍，另一方為皖五混旅部。

## 參看
- 中華民國北洋政府時期內戰戰鬥列表